# The Clonus Horror
Pour plus de détails, voir Fiche technique et Distribution.
The Clonus Horror est un film américain réalisé par Robert S. Fiveson, sorti en 1979. En 2005, les cinéastes ont intenté une action en justice contre DreamWorks Pictures pour violation du droit d’auteur, citant de nombreuses similitudes entre leur film et The Island. Les deux parties sont parvenues à un accord à sept chiffres, dont les termes ont été scellés par le tribunal.

## Synopsis
Une communauté d'être humains vivant isolée dans le désert sont secrètement clonés et élevés dans le but de servir de source d’organes de remplacement pour des riches et puissants clients.

## Fiche technique
- Titre : The Clonus Horror
- Réalisation : Robert S. Fiveson
- Scénario : Ron Smith, Bob Sullivan, Myrl A. Schreibman et Robert S. Fiveson
- Production : Robert S. Fiveson, Myrl A. Schreibman, Michael D. Lee et Walter Fiveson
- Société de production : Clonus Associates
- Budget : 257 000 dollars (195 000 euros)
- Musique : Hod David Schudson
- Photographie : Max Beaufort
- Montage : Inconnu
- Décors : Steve Nelson
- Costumes : Durinda Wood
- Pays d'origine : États-Unis
- Format : Couleurs - 1,66:1 - Mono - 35 mm
- Genre : Horreur, science-fiction
- Durée : 90 minutes
- Date de sortie : août 1979 (États-Unis)

## Distribution
- Tim Donnelly : Richard Knight Jr.
- Paulette Breen : Lena
- Dick Sargent : le docteur Jameson
- Keenan Wynn : Jake Noble
- David Hooks : le professeur Richard P. Knight
- Peter Graves : Jeffrey Knight
- Zale Kessler : le docteur Nelson
- James Mantell : Ricky Knight
- Lurene Tuttle : Anna Noble
- Frank Ashmore : George Walker
- William Bufkin : Clone
- Tony Haig : Jack
- Boyd Holister : le sénateur
- Eddy Carroll : un docteur

## Autour du film
- Le tournage, d'une durée de 18 jours, s'est déroulé à Moorpark, en Californie.

## Distinctions
- Nomination au prix du meilleur film ayant un budget inférieur à un million de dollars, par l'Académie des films de science-fiction, fantastique et horreur en 1980.